# Tarnowskie Centrum Kultury
Tarnowskie Centrum Kultury (TCK) – instytucja kulturalna miasta Tarnowa, powstała w 1992 roku w wyniku przekształcenia, przez Radę Miejską, dotychczasowego Tarnowskiego Ośrodka Kultury. Siedzibą TCK jest Kamienica Ratajewiczowska (Rynek 5).

## Historia
- 7 czerwca 1978 – zgłoszenie przez Komisję Oświaty, Kultury i Wychowania istniejącej przy Miejskiej Radzie Narodowej w Tarnowie potrzeby utworzenia ośrodka służącego koordynacji działalności kulturalnej w Tarnowie, które zaowocowało powstaniem Miejskiego Ośrodka Kultury z siedzibą w pomieszczeniu Urzędu Miejskiego przy ul. Nowej
- 1983 – przeniesienie siedziby placówki do biura przy ul. Krakowskiej 11 (trzy pomieszczenia)
- 1985 – rozszerzenie statutu MOK o załącznik zmieniający strukturę placówki; Ośrodkowi zaczęły podlegać wówczas Dom Kultury Romów i Dom Kultury w Klikowej (obie placówki prowadziły działalność na podstawie własnych, odrębnie zatwierdzonych statutów), Amfiteatr Letni, kluby („Prasy i książki", „ABBA", „Kolejarz", „Seniora - Słoneczna Jesień", „Merkury", „Seniora PKPS", „Wędkarza", „Pegaz I", „Pegaz II", „Pegaz III", „Auto-Moto", „Relax", „M-2", „Panorama"), świetlice (Polskiego Związku Głuchych, Polskiego Związku Niewidomych, Świata Młodych); przepisy rozszerzyły również działalność Społecznej Rady Programowej
- 25 kwietnia 1989 – zmiana nazwy placówki na Tarnowski Ośrodek Kultury mocą uchwały Miejskiej Rady Narodowej w Tarnowie
- 1991 – nadanie nowego statutu, wedle którego Tarnowskiemu Ośrodkowi Kultury podlegał Amfiteatr Letni (ul. Kopernika), kino „Marzenie" (ul. Staszica), Klub Tarnowskiego Towarzystwa Fotograficznego (ul. Mickiewicza) oraz budynek przeznaczony na nową siedzibę placówki (Rynek 5)
- 1992 – utworzenie przez Radę Miejską Tarnowskiego Centrum Kultury w wyniku przekształcenia dotychczasowego Tarnowskiego Ośrodka Kultury
- 29 maja 1992 – otwarcie nowej siedziby placówki w odrestaurowanej zabytkowej kamienicy przy Rynku 5 podczas obchodów „Dni Tarnowa"
- 26 maja 2012 – uroczyste obchody dwudziestolecia działalności Tarnowskiego Centrum Kultury

## Dyrektorzy
- 1992–2005 – Zbigniew Guzik
- od 2005 – Tomasz Kapturkiewicz

## Współczesna działalność
Główną imprezą organizowaną przez TCK jest Tarnowska Nagroda Filmowa – Festiwal Wybranych Polskich Filmów Fabularnych. Oprócz tego odbywają się tu koncerty muzyczne oraz występy kabaretowe, zarówno w piwnicach siedziby TCK, jak i w Kinie Marzenie oraz na płycie tarnowskiego Rynku. Od 2006 roku na Rynku corocznie organizowany jest Letni Festiwal „Był sobie blues". TCK organizuje również Dni Tarnowa, a także jest partnerem organizacyjnym Jazz-owego Rynku - Festiwalu Jazzu Tradycyjnego.
TCK prowadzi działalność edukacyjną:
- Szkoła Muzyków Rockowych S.M.ROCK - formuła nauczania młodzieży przez tarnowskich muzyków istniejąca od 1993 roku
- Autorska Pracownia Plastyczna Elżbiety i Witolda Pazerów - powstała jesienią 1992 roku w oparciu o autorski program artysty malarza Witolda Pazery
- PracOFFnia - warsztaty plastyczne